# Friedrich von Twiste
Friedrich von Twiste, auch von Twiste zu Peckelsheim, (* um 1480; † vor 1547) war ein aus dem nordhessischen Dorf Twiste stammender Landsasse, der im Dienst von Mitgliedern des Waldecker Grafenhauses zu höchsten Ämtern in der Grafschaft Waldeck und im Hochstift Münster aufstieg.

## Familie
Er stammte aus dem Geschlecht der Herren von Twiste, die spätestens seit 1355 in Twiste bei Arolsen bekundet sind. Seine Eltern waren Philipp von Twiste (1450–1531) und dessen Ehefrau Margarete geb. von Westphalen. Er selbst war zweimal verheiratet. Durch seine erste Ehe mit Else von Warendorp aus der münsterischen Erbmännerfamilie Warendorp kam eine Hälfte des Hauses Getter bei Amelsbüren, das Rittergut Klein-Getter, in seinen Besitz. Aus dieser Ehe stammte der 1574 verstorbene Sohn Philipp von Twiste (zu Getter und Peckelsheim), der nach dem Tod seines Vaters als Hofmarschall des münsterschen und Paderborner Fürstbischofs Franz von Waldeck and Paderborner Lehnsmann im Jahre 1549 mit der Burg zu Peckelsheim, die zuvor sein Vater innegehabt hatte, belehnt und 1550 zum Drost zu Beverungen ernannt wurde. Nach dem Tod seiner ersten Frau heiratete Friedrich von Twiste um 1512 Anna Elisabeth von Canstein, Tochter des Raban XII. von Canstein (1455–1512) und dessen Ehefrau Anna Katharina geb. von Viermund; dieser Ehe entstammte die Tochter Franziska von Twiste († 1596), die Jasper von Quernheim († 1588) ehelichte.

## Leben

### Besitz
Friedrich von Twiste trat bereits in jungen Jahren in den Dienst des Grafen Philipp II. von Waldeck zu Eisenberg und wurde Amtmann auf der Wetterburg (als solcher bezeugt 1512–1515). Bereits 1510 hatten Philipp II. und dessen Sohn Philipp III. ihm und seiner Ehefrau Else ihren Teil der Wetterburg mit allem Zubehör, dem Dorf Külte, den Höfen Büllinghausen und Odelbecke sowie den Zehnten zu Wetterburg, Külte und Reigerlütersen für 800 rheinische Goldgulden verpfändet; dieses Pfand wurde spätestens 1512 bereits wieder eingelöst.
Im April 1516 – Friedrich von Twiste, ein Vertrauter des Grafen Philipp II. von Waldeck, wird beauftragt mit der Herbeischaffung des Lösegeldes von 8.000 Gulden und 100 Gulden Kostgeld für seinen Herrn, der in die 20 Wochen lang dauernde Gefangenschaft des schwäbischen Reichs- und Raubritters Götz von Berlichingen geraten war.
Im Februar 1518 – Friedrich von Twiste war inzwischen waldeckscher Rat geworden – verkaufte ihm der in kurkölnische Dienste getretene Ambrosius I. von Viermund, seit 1502 Herr zu Neersen, das von seinem Vater Konrad IV. geerbte waldecksche Lehen Fürstenberg mit der dortigen Burg, dem Freistuhl und dem Gericht, und Graf Philipp II. belehnte ihn dann auf Viermunds Ersuchen damit.
1520 wurde Friedrich Landdrost und im April 1525 belehnte ihn Graf Philipp III. mit der Burg zu Twiste nebst allem Zubehör, den Gütern daselbst und zu Rockelshausen, auf der Uchte, dem Huppengut und den Ländereien auf der Heidebreite. Diesen Besitz baute er in den folgenden Jahren stetig weiter aus, so dass um das Rittergut in Twiste neben sieben neuerbauten dienstpflichtigen Höfen die bereits 1537 als Neu-Twiste bezeichnete Siedlung entstand. Am 25. Juli 1525 erneuerte Philipp III. die Belehnung Friedrich von Twistes mit Fürstenberg und dem dortigen Freistuhl und dem Gericht. Am gleichen Tag erhielt Twiste auch ein Lehen des Grafen über die Kirche, das Kirchlehen, zwei Hufen und einen Garten in Massenhausen. Im April 1526 schließlich belehnte Philipp III. ihn auch mit Schwedexen, drei Hufen in Bodenhausen, dem Zehnten zu Langenau, der Holstein-Mühle, dem Bauhof und vier Hufen zu Rückinghausen, sieben Hufen in Engern, vier in Wiegermissen, zwei in Sylon und fünf in Heringen, wobei die Zuordnung dieser Ortsnamen heute sehr unklar ist.

### Laufbahn
Seine Karriere als Ministerialer ist vor allem durch die zahlreichen Ämter, die er zum Teil auch zeitgleich bekleidete, bekannt. So ist er bereits 1518 als Rat und 1520 als Drost bekundet, 1524–1534 als Amtmann des Amts Eisenberg, 1524–1525 als Bergvogt, 1527 als Amtmann zu Waldeck, 1524–1537 als Landdrost des Grafen Philipp III. von Waldeck zu Eisenberg, 1535 als Amtmann zu Wittlage und 1636–1537 als Amtmann zu Sassenberg.
Schon seine Berufungen als Amtmann des Osnabrücker Amts Wittlage und des münsterschen Amts Sassenberg erfolgten durch den jüngeren Bruder des Grafen Philipp III., Franz von Waldeck, der 1530 Bischof von Minden und 1532 auch Bischof von Osnabrück und Bischof von Münster geworden war. Friedrich von Twiste trat bald gänzlich in dessen Dienst und war dann bis 1545 fürstbischöflicher Rat und Hofmeister in Münster. Da der Bischof turnusmäßig alle vier Monate von einem in das nächste seiner drei Bistümer umzog, war Twiste in Münster von erheblichem Einfluss und wurde im Volksmund „der kleine Bischof“ genannt. 1545 ernannte Franz von Waldeck ihn zum Drosten des Hochstifts.
Er starb wohl 1545 oder 1546, denn bereits 1546 werden erste Belehnungen seines Sohnes Philipp bekundet.